# Rui de Sá Júnior
Rui Aparecido de Sá Junior, mais conhecido por Rui Junior é um lutador de sumô brasileiro. Rui é 22x Campeão Brasileiro e 10x Campeão Sul Americano de Sumô. Em mundiais conquistou sua primeira medalha em 2012 na categoria Junior em Hong Kong, na categoria adulto em 2015 no Japão ele foi medalha de bronze, em 2019, ele foi vice-campeão mundial, em 2022, ele foi medalhista de bronze nos Jogos Mundiais., em 2023 ele foi medalhista de bronze nos jogos mundiais de combate. Atualmente é integrante da Liga Internacional de Sumô nos EUA.